# Zajednica
Zajednica je društvena jedinica, jedna ili nekoliko skupina živih bića koja dijele teritorij, pravila, religiju, vrijednosti, običaje ili identitet. Zajednice mogu dijeliti osjećaj mjesta koje se nalazi u određenom geografskom području (npr. zemlja, selo, grad ili susjedstvo) ili u virtualnom prostoru putem komunikacijskih platformi. Trajni odnosi koji sežu izvan neposrednih genealoških veza također definiraju osjećaj zajedništva, važan za identitet, prakse i uloge u društvenim institucijama kao što su obitelj, dom, posao, vlada, društvo ili čovječanstvo u cjelini. Iako su zajednice obično male u odnosu na osobne društvene veze, "zajednica" se također može odnositi na pripadnost velikim skupinama kao što su nacionalne zajednice, međunarodne zajednice i virtualne zajednice.
Riječ "zajednica" na engleskom jeziku potječe od starofrancuske comuneté (trenutačno "Communauté"), koja dolazi od latinskog communitas "zajednica", "javni duh" (od latinskog communis, "zajednički").[potrebno?]
Ljudske zajednice mogu imati zajedničke namjere, uvjerenja, resurse, preferencije, potrebe i rizike, što utječe na identitet sudionika i njihov stupanj kohezivnosti.

## Perspektive raznih disciplina

### Arheologija
Arheološka istraživanja društvenih zajednica izraz "zajednica" koriste na dva načina. Prva je neformalna definicija zajednice kao mjesta u kojem su ljudi nekada živjeli. U tom smislu je sinonim za pojam antičkog naselja – bilo zaseoka, sela, mjesta ili grada. Drugo značenje nalikuje korištenju izraza u drugim društvenim znanostima: zajednica je skupina ljudi koji žive blizu jedni drugima i međusobno komuniciraju u društvu. Društvenu interakciju u malim razmjerima može biti teško identificirati uz pomoć arheoloških podataka. Većina rekonstrukcija društvenih zajednica od strane arheologa oslanja se na načelo da je društvena interakcija u prošlosti bila uvjetovana fizičkom distancom. Stoga je malo seosko naselje vjerojatno činilo društvenu zajednicu te su prostorne podjele gradova i drugih velikih naselja također mogle formirati zajednice. Arheolozi obično koriste sličnosti u materijalnoj kulturi — od tipova kuća do stilova keramike — kako bi rekonstruirali zajednice u prošlosti. Ova metoda klasifikacije temelji se na pretpostavci da će ljudi ili kućanstva dijeliti više sličnosti u vrstama i stilovima svojih materijalnih dobara s drugim članovima društvene zajednice nego sa strancima.

### Ekologija
U ekologiji, zajednica je skup populacija - potencijalno različitih vrsta - koje utječu jedne na druge. Ekologija zajednice je grana ekologije koja proučava interakcije između i unutar vrsta. Smatra se kako takve interakcije, zajedno s interakcijama između vrsta i abiotskog okoliša, utječu na društvenu strukturu i bogatstvo vrsta, raznolikost i obrasce obilja. Vrste međusobno djeluju na tri načina: natjecanje, grabež i uzajamnost :
- Natjecanje obično rezultira dvostrukim negativnim rezultatom - to znači da obje vrste gube u interakciji.
- Grabež uključuje situaciju pobjeda/poraz, pri čemu jedna vrsta pobjeđuje.
- Mutualizam vidi kako obje vrste na neki način surađuju, pri čemu obje pobjeđuju.

Dvije glavne vrste ekoloških zajednica su velike zajednice, koje su samoodržive i samoregulirajuće (kao što su šuma ili jezero) i manje zajednice, koje se oslanjaju na druge zajednice (poput gljiva koje razgrađuju trupce) i koje su temeljni blokovi velikih zajednica.

### Semantika
Koncept "zajednice" često ima pozitivnu semantičku konotaciju te ga često retorički iskorištavaju populističkih političari i oglašivači. za promicanje osjećaja i asocijacija međusobnog blagostanja, sreće i zajedništva
Nasuprot tome, epidemiološki izraz " prijenos u zajednici " može imati negativne implikacije; a umjesto "zločinačke zajednice" često se govori o " zločinačkom podzemlju " ili o "zločinačkom bratstvu".

## Ključni koncepti

### Gemeinschaft i Gesellschaft
U Gemeinschaft und Gesellschaft (1887.), njemački sociolog Ferdinand Tönnies opisao je dvije vrste ljudskih udruženja: Gemeinschaft (obično se prevodi kao "zajednica") i Gesellschaft ("društvo" ili "udruženje"). Tönnies je predložio dihotomiju Gemeinschaft–Gesellschaft kao način razmišljanja o društvenim vezama. Nijedna grupa nije isključivo jedno ili drugo. Gemeinschaft naglašava osobne društvene interakcije te uloge, vrijednosti i uvjerenja temeljena na takvim interakcijama. Gesellschaft naglašava neizravne interakcije, neosobne uloge, formalne vrijednosti i uvjerenja temeljena na takvim interakcijama.

### Osjećaj zajedništva
U temeljnoj studiji iz 1986. McMillan i Chavis identificiraju četiri elementa "osjećaja zajedništva":
1. članstvo: osjećaj pripadnosti ili dijeljenja osjećaja osobne povezanosti,
2. utjecaj: važnost, utjecaj na grupu i važnost grupe za njezine članove
3. pojačanje: integracija i zadovoljenje potreba,
4. zajednička emocionalna povezanost.

Chavis i kolege razvili su "indeks osjećaja zajednice" (SCI), a drugi su ga revidirali i prilagodili. Iako je izvorno osmišljen za procjenu osjećaja zajednice u susjedstvu, indeks je prilagođen za korištenje u školama, na radnom mjestu i raznim vrstama zajednica.
Studije koje je provela APPA pokazuju da mladi koji osjećaju pripadnost zajednici, osobito malim zajednicama, razvijaju manje psihijatrijskih i depresivnih poremećaja od onih koji nemaju osjećaj ljubavi i pripadnosti. 

#### Socijalizacija
Proces učenja usvajanja obrazaca ponašanja zajednice naziva se socijalizacija. Najplodnije vrijeme socijalizacije obično su rane faze života, tijekom kojih pojedinci razvijaju vještine i znanja te uče uloge potrebne za funkcioniranje unutar svoje kulture i društvenog okruženja. Za neke psihologe, osobito one u psihodinamičkoj tradiciji, najvažnije je razdoblje socijalizacije između prve i desete godine života. No, socijalizacija također uključuje selidbu odraslih u bitno drugačije okruženje gdje moraju naučiti novi skup ponašanja.
Na socijalizaciju prvenstveno utječe obitelj, kroz koju djeca najprije uče norme zajednice. Drugi važni utjecaji uključuju škole, grupe vršnjaka, ljude, masovne medije, radno mjesto i vladu. Stupanj do kojeg su prihvaćene norme određenog društva ili zajednice određuje nečiju spremnost na suradnju s drugima. Norme tolerancije, reciprociteta i povjerenja važne su "navike srca", kako je to rekao de Tocqueville, u uključivanju pojedinca u zajednicu.

## Razvoj zajednice
Razvoj zajednice često je povezan s radom u zajednici ili planiranjem zajednice i može uključivati dionike, zaklade, vlade ili ugovorne subjekte, uključujući nevladine organizacije (NVO), sveučilišta ili vladine agencije kako bi se napredovalo u društvenom blagostanju lokalnih, regionalnih i, ponekad i nacionalnih zajednica. Više aktivističke inicijative, koje se nazivaju izgradnjom zajednice ili organiziranjem zajednice, nastoje osnažiti pojedince i grupe ljudi pružajući im vještine potrebnih za provođenje promjena u svojim zajednicama. Ove vještine često pomažu u izgradnji političke moći kroz formiranje velikih društvenih skupina koje rade na zajedničkoj agendi. Stručnjaci za razvoj zajednice moraju razumjeti kako raditi s pojedincima i kako utjecati na pozicije zajednica u kontekstu većih društvenih institucija. Javni administratori, nasuprot tome, trebaju razumjeti razvoj zajednice u kontekstu ruralnog i urbanog razvoja, stambenog i gospodarskog razvoja te razvoja zajednice, organizacije i poslovanja.
Formalni akreditirani programi koje provode sveučilišta, kao dio institucija za dodjelu diploma, često se koriste za izgradnju baze znanja za pokretanje nastavnih planova i programa u javnoj upravi, sociologiji i studijima zajednice. Opća društvena anketa iz Nacionalnog centra za istraživanje javnog mnijenja na Sveučilištu u Chicagu i Saguaro seminar na Harvard Kennedy School primjeri su razvoja nacionalne zajednice u Sjedinjenim Državama. Maxwell School of Citizenship and Public Affairs na Sveučilištu Syracuse u državi New York nudi osnovne tečajeve o razvoju zajednice i gospodarskom razvoju, te u područjima u rasponu od neprofitnog razvoja do proračuna SAD-a (od saveznih do lokalnih fondova zajednice). U Ujedinjenom Kraljevstvu, Sveučilište u Oxfordu predvodilo je opsežna istraživanja na tom području kroz svoj Časopis za razvoj zajednice koji širom svijeta koriste sociolozi i praktičari za razvoj zajednice.
Na razmeđi između razvoja zajednice i izgradnje zajednice nalaze se brojni programi i organizacije s alatima za razvoj zajednice. Jedan primjer za to je program Instituta za razvoj zajednice na temelju imovine Sveučilišta Northwestern. Institut čini dostupnim za preuzimanje alate za procjenu imovine zajednice i povezivanje između neprofitnih grupa i drugih organizacija koje mogu pomoći u izgradnji zajednice. Institut se usredotočuje na pomaganje zajednicama u razvoju "mobiliziranjem imovine susjedstva" – građenjem iznutra prema van, a ne izvana prema unutra U području invaliditeta, izgradnja zajednice prevladavala je 1980-ih i 1990-ih s korijenima u pristupu Johna McKnighta.

### Izgradnja i organiziranje zajednice
U The Different Drum: Community-Making and Peace (1987.) Scott Peck tvrdi da se gotovo slučajan osjećaj zajednice koji postoji u vrijeme krize može svjesno izgraditi. Peck smatra da je svjesna izgradnja zajednice proces namjernog dizajna koji se temelji na poznavanju i primjeni određenih pravila. On navodi da ovaj proces prolazi kroz četiri faze:
1. Pseudozajednica: Kada se ljudi prvi put okupe, pokušavaju biti "fini" i prezentirati ono što smatraju svojim najprivlačnijim i prijateljskim karakteristikama.
2. Kaos: Ljudi se odmiču od neautentičnosti pseudo-zajednice i osjećaju se dovoljno sigurnima da predstave svoje "sjene".
3. Praznina: Nadilazi pokušaje da se popravi, izliječi i preobrati u stadiju kaosa, kada svi ljudi postaju sposobni priznati vlastitu ranjivost i kvarljivost,[brokenness?] zajedničke ljudskim bićima.
4. Prava zajednica: Duboko poštovanje i istinsko slušanje potreba drugih ljudi u zajednici.

Godine 1991. Peck je primijetio da je izgradnja osjećaja zajedništva jednostavna, ali je u modernom svijetu teško održati taj osjećaj zajedništva. 
Tri osnovne vrste organiziranja zajednice su lokalno organiziranje, izgradnja koalicija i "organiziranje zajednice utemeljeno na institucijama" (također nazvano "široko utemeljeno organiziranje zajednice", primjer toga je organiziranje zajednice utemeljeno na vjeri ili zajednica utemeljena na kongregaciji).
Izgradnja zajednice može koristiti široku paletu praksi, u rasponu od jednostavnih događaja (npr. domjenci gdje svi donesu svoju hranu, mali čitateljski klubovi) do napora većih razmjera (npr. masovni festivali, građevinski projekti koji uključuju lokalne sudionike umjesto vanjskih izvođača).
Izgradnja zajednice koja je usmjerena na djelovanje građana obično se naziva "organizacijom zajednice". U tim slučajevima, organizirane skupine iz zajednice traže odgovornost od izabranih dužnosnika i povećanu izravnu zastupljenost u tijelima koja donose odluke. Tamo gdje pregovori u dobroj vjeri ne uspiju, ove organizacije vođene biračkom jedinicom nastoje izvršiti pritisak na donositelje odluka raznim sredstvima, uključujući prosvjede, bojkot, sit-in prosvjede, podnošenje peticija i izbornu politiku.
Organiziranje zajednice može se usredotočiti na više od samog rješavanja određenih problema. Organiziranje često znači izgradnju široko dostupne strukture moći, često s krajnjim ciljem ravnomjerne raspodjele moći kroz čitavuzajednici. Organizatori zajednice općenito nastoje izgraditi grupe koje su otvorene i demokratske u upravljanju. Takve skupine olakšavaju i potiču donošenje odluka konsenzusom s naglaskom na opće zdravlje zajednice, a ne na određenu interesnu skupinu.
Ako se zajednice razvijaju na temelju nečega što im je zajedničko, bilo da se radi o lokaciji ili vrijednostima, onda je jedan od izazova za razvojne zajednice kako uključiti individualnost i razlike. Rebekah Nathan u svojoj knjizi My Freshman Year sugerira da nas privlači razvoj zajednica koje se potpuno temelje na istovjetnosti, unatoč navedenim obvezama prema raznolikosti, poput onih koje možemo naći na web stranicama sveučilišta.

## Tipovi zajednica
Predloženo je nekoliko načina za kategorizaciju tipova zajednica. Jedna od takvih podjela je sljedeća:
1. Zajednice temeljene na lokaciji: raspona od lokalnog susjedstva, predgrađa, sela, mjesta ili grada, regije, nacije ili čak planeta u cjelini. One se također nazivaju zajednicama mjesta.
2. Zajednice temeljene na identitetu: kreću se od lokalnih klika, subkultura, etničkih skupine, religijske, multikulturalne ili pluralističke civilizacije ili današnjih kultura globalne zajednice. One mogu biti uključene kao zajednice potrebe ili identiteta, kao što su osobe s invaliditetom ili slabe starije osobe.
3. Organizacijski utemeljene zajednice: u rasponu od neformalno organiziranih zajednica oko obiteljskih ili mrežnih cehova i udruženja do formalnijih inkorporiranih udruga, struktura političkog odlučivanja, gospodarskih poduzeća ili profesionalnih udruga na maloj, nacionalnoj ili međunarodnoj razini.

Uobičajene kategorizacije odnosa u zajednici imaju niz problema: (1) imaju tendenciju privida kako određena zajednica može biti definirana kao upravo te ili druge vrste; (2) spajaju suvremene i tradicionalne odnose u zajednici; (3) uzimaju sociološke kategorije poput etniciteta ili rase zdravo za gotovo, zaboravljajući kako osobe čiji su etniciteti različito definirani žive u različitim modelima zajednica—utemeljenim, interesnim, dijasporskim itd.
Kao odgovor na ove probleme, Paul James i suradnici su razvili taksonomiju mapiranja odnosa u zajednici i prepoznali kako stvarne zajednice mogu biti karakterizirane različitim tipovima odnosa u isto vrijeme:
1. Utemeljeni odnosi u zajednici. To uključuje trajnu privrženost prema određenim mjestima i ljudima. Radi se o dominantnom obliku koji su preuzele običajne i plemenske zajednice. U ovakvim zajednicama zemlja je temelj identiteta.
2. Odnosi u zajednici životnog stila. To uključuje davanje prvenstva zajednicama koje se okupljaju oko određenih odabranih načina života, kao što su moralno nabijeni odnosi ili odnosi temeljeni na interesima, ili samo život ili rad na istom mjestu. Stoga se navode sljedeći oblici:
  1. život zajednice kao moralno omeđen oblik koji preuzimaju mnoge tradicionalne zajednice utemeljene na vjeri.
  2. život zajednice utemeljen na interesima, uključujući sportske, rekreativne i poslovne zajednice koje se redovito okupljaju.
  3. život zajednice kao blisko povezan, gdje susjedstvo ili udruživanje zbog nečeg zajedničkog tvori zajednicu pogodnosti ili zajednicu mjesta (vidi dolje).
3. Projektirani odnosi u zajednici. Ovdje se zajednica samosvjesno tretira kao entitet koji se projicira i ponovno stvara. Može se projicirati kao kroz tanki reklamni slogan, na primjer zatvorena zajednica, ili može imati oblik stalnih udruženja ljudi koji traže političku integraciju, zajednica prakse[27] utemeljenih na profesionalnim projektima, asocijativnih zajednica koje nastoje unaprijediti i podržati pojedinačnu kreativnost, autonomiju i uzajamnost. Nacija je jedan od najvećih oblika projicirane ili zamišljene zajednice.

U ovim terminima, zajednice mogu biti ugniježđene i/ili ispresijecane; jedna zajednica može sadržavati drugu—npr. zajednica koja se temelji na lokaciji može sadržavati brojne etničke zajednice. Oba gornja popisa mogu se koristiti u međusobnoj matrici.

## Internetske zajednice
Općenito, virtualne zajednice cijene znanje i informacije kao valutu ili društveni resurs. Ono što razlikuje virtualne zajednice od fizičkih je opseg i utjecaj "slabih veza", a to su odnosi koje stvaraju poznanici ili stranci kako bi dobili informacije putem internetskih mreža. Odnosi među članovima virtualne zajednice obično su usmjereni na razmjenu informacija o određenim temama. Istraživanje koje su proveli Pew Internet i The American Life Project 2001. pokazalo je da su osobe uključene u zabavne, profesionalne i sportske virtualne grupe usredotočile svoje virtualne aktivnosti na dobivanje informacija.
Epidemija virtualnog zlostavljanja i uznemiravanja proširila se razmjenom informacija između stranaca, posebice među tinejdžerima, u virtualnim zajednicama. Unatoč pokušajima provedbe politika protiv zlostavljanja, Sheri Bauman, profesorica savjetovanja na Sveučilištu u Arizoni, tvrdi da bi "najučinkovitije strategije za sprječavanje zlostavljanja" mogle skupo koštati privatne tvrtke.